# 루이즈 마운트배튼
루이즈 마운트배튼(Louise Mountbatten, 1889년 7월 13일 ~ 1965년 3월 7일)은 구스타프 6세 아돌프의 아내로서, 그가 즉위한 1950년부터 1965년까지 스웨덴의 왕비였다. 1923년 결혼한 이후 남편이 즉위하기 전까지 스웨덴의 왕세자비였지만, 루이즈는 실질적으로 궁정에서 가장 높은 지위의 여성이었다.

## 생애

### 가족 관계
루이즈는 헤센 대공국에서 바텐베르크의 루이즈 공녀로 태어났다. 루이즈의 아버지는 바텐베르크의 루트비히(루이)였으며 어머니는 헤센 대공녀 빅토리아였다. 그녀의 세례명은 루이즈 알렉산드라 마리 이레네였다.
루이즈의 친가였던 바텐베르크가는 헤센 대공가에서 갈려나온 방계 가문이었다. 이 가문은 루이즈의 할아버지인 헤센의 알렉산더가 왕족이 아닌 율리아 하우케와 귀천상혼하면서 생긴 가문이었다. 귀천상혼한 가문이기에 헤센 대공가의 상속권은 없었으며 아이들은 어머니의 지위인 바텐베르크 공/공녀의 지위를 이어받았다. 루이즈의 고모 마리는 에르바흐-쇤베르크 공비가 되었으며, 큰 숙부인 알렉산더는 불가리아의 통치자가 되었다. 둘째 숙부인 하인리히는 빅토리아 여왕의 막내딸인 베아트리스 공주와 결혼했으며, 하인리히의 딸은 현 스페인 국왕의 할머니가 되는 빅토리아 에우헤니아 왕비이다. 막내 숙부였던 프란츠 요제프는 몬테네그로의 안나와 결혼했다. 안나의 언니들은 러시아의 대공비도 있었고, 이탈리아의 왕비도 있었다.
루이즈의 외가는 헤센 대공가였다. 외할버지는 헤센의 대공이었던 루트비히 4세였고 외할머니는 영국의 앨리스 공주였다. 이 때문에 루이즈 역시 수많은 왕가와 친척관계였다. 루이즈의 큰 이모인 엘리자베트는 러시아의 대공비가 되었으며, 둘째이모인 이레네는 독일의 왕자비가 되었다. 외삼촌인 에른스트 루드비히는 헤센의 대공이었으며, 막내 이모인 알릭스는 러시아의 마지막 황후가 된다.
루이즈의 형제들로는 그리스와 덴마크의 왕자 안드레아스의 왕자비이자 영국의 필립 공의 어머니인 언니 앨리스, 밀퍼드헤이브 후작인 큰남동생 조지 마운트배튼 경, 마운트배튼오브버마 백작인 작은남동생 루이 마운트배튼 경이 있다.

### 어린 시절
루이즈는 조산으로 태어났기에 매우 허약한 체질이었다. 루이즈의 어머니인 빅토리아는 딸에 대해서 왜소하고 신경질적으로 울어댄다고 이야기하면서 사람들이 코가 자신을 닮았다고 이야기한다. 허약하고 외모에 자신이 없었기에 루이즈는 어린시절 늘 소심했고 예쁜 자신의 언니가 언젠가는 왕비가 될 것이라고 여겼다.
루이즈의 아버지는 영국 해군이었고, 루이즈의 어머니는 독일의 가족을 돌봐야했다. 이때문에 루이즈는 가족들과 함께 영국, 독일, 몰타등을 떠돌면서 살았다. 언니 앨리스가 어린 나이에 결혼하자, 루이즈의 부모는 딸이 일찍 시집간것에 섭섭함을 느꼈고, 루이즈가 곁에 남아있는 것에 안심했다.

### 제1차 세계 대전
다른 많은 왕족들처럼 루이즈도 1차 대전 때 친척들끼리 싸우는 것을 경험했다. 특히 영국에서 반 독일 감정이 형성되면서 조지5세는 독일계 친척들에게 작위와 타이틀을 버리라고 강요했다. 루이즈는 그녀의 부모와 함께 독일에서의 모든 작위를 포기하고, 바텐베르크를 영어로 직역한 마운트배튼을 성으로 사용하게 되었고, 후에 레이디라는 경칭을 얻는다.
루이즈는 1차 대전 때 자원해서 간호사로 프랑스에서 부상병들을 돌보는 일을 했다.

### 혼담
루이즈는 몇번의 혼담이 오갔으며 그중 한번은 약혼까지 했으나 결국 성사되지 못했다.
루이즈에 대한 첫 번째 혼담은 포르투갈의 국왕과의 이야기이다. 루이즈가 20살 무렵 포르투갈의 국왕이 청혼했을 때 루이즈는 이 청혼을 거절했다. 이에 에드워드 7세는 청혼을 받아들이도록 설득하라고 루이즈의 부모에게 압력을 넣었는데, 이때 루이즈는 "홀아비나 국왕과는 결혼하지 않겠다."라고 답변했다고 한다.
두 번째 혼담은 언니 앨리스의 시동생이었던 크리스토폴로스 왕자와의 혼담이었다. 앨리스는 동생이 그리스로 시집오길 바랐고 시동생과 잘되길 바랐다. 하지만 그것은 앨리스의 바램이었을 뿐이었다.
세 번째는 1차 대전 때 만난 한 젊은 화가와의 약혼이었다. 가족들이 "셰익스피어"라는 별명으로 부른 이 남자는 루이즈와 함께 병원에서 일하고 있었다. 가족의 반대에도 루이즈는 약혼하길 원했고 결국 약혼은 하되 발표는 안하기로 했다. 하지만 이 약혼은 파혼으로 끝난다.

### 결혼
34살의 루이즈는 결혼에 대해 기대하지 않았고 가족들 역시 루이즈의 결혼을 크게 기대하지 않았다. 루이즈의 어머니인 빅토리아는 루이가 상속녀인 에드위나 에쉴리와 결혼하자, 루이가 후에 노처녀로 늙어가서 경제적으로 어려울 누나 루이즈를 도울수 있을것이라 여겼다. 그리고 루이즈 역시 조카들인 그리스 공주들의 샤프롱으로 따라다니면서 조카들의 신랑감을 찾고 있었다.
하지만 갑작스러운 일이 발생했다. 3년 전 상처했던 스웨덴의 구스타프 아돌프 왕세자가 루이즈에게 청혼을 한 것이었다. 루이즈는 무척이나 당황했으며, 왕세자비라는 엄청난 지위와 5명이나 되는 전처의 자식들과 외국에서 살아야한다는 두려움으로 고민했다. 하지만 구스타프 아돌프의 청혼은 다른 가족들에게 무척이나 기쁜 일이었으며 루이즈의 어머니 빅토리아는 루이즈에게는 강하게 밀고 나가야한다고 구스타프 아돌프에게 충고까지했다. 결국 루이즈는 그의 청혼을 받아들인다.
하지만 루이즈의 결혼은 그리 편하게 진행된것은 아니었다. 가장 큰 문제점이 두가지가 있었는데 구스타프 아돌프가 아이들에게 새어머니가 생길것이라는 사실을 바로 말하지 못한 것이었다. 특히 고명딸인 잉리드는 친어머니가 죽은지 겨우 3년밖에 안되었는데 새어머니가 생긴다는 것을 이해못했다. 또 다른 문제점은 루이즈의 신분 문제였다. 루이즈는 독일 왕족 신분을 버렸고 겨우 "레이디 루이즈 마운트배튼 (Lady Louise Mountbatten)"일 뿐이었다. 그녀의 신분이 영국 귀족일뿐이라면 루이즈와 구스타프 아돌프는 결혼할 수 없었다. 당시 스웨덴은 엄격한 귀천상혼제를 적용했기에 왕족 출신이 아닌 여성과 결혼할 경우 왕위계승권을 박탈당했다. 이 때문에 루이즈와 구스타프 아돌프의 결혼은 미묘한 문제였다.
아이들 문제는 가족들이 결혼전 만나는 것으로 해결하려 했다. 하지만 어머니에 대한 기억이 뚜렷했던 위의 아이들은 루이즈와 잘 어울리지 못했으며 특히나 잉리드는 매우 화를 냈다. 반면 어렸던 아이들은 좀 더 루이즈를 따랐는데, 특히 벨틸과 루이즈는 사이가 매우 좋아진다. 루이즈의 신분 문제는 결국 외교적 해결법을 찾게 된다. 영국의 조지 5세는 루이즈가 영국 왕실의 일원임을 보증했고 이에 구스타프 아돌프의 아버지인 구스타프 5세와 외교협정을 체결했다. 이 협정문에는 루이즈가 영국 왕실의 일원임을 강조하기 위해서 루이즈부터 영국의 빅토리아 여왕에 이르는 모계가계를 자세하게 설명하고 있다.
루이즈와 구스타프 아돌프는 1923년 11월 3일 성 제임스 궁전의 로열 채플에서 결혼했다. 루이즈는 자녀가 없었고 딸을 사산한 적이 있다.

### 스웨덴 생활
루이즈가 결혼했던 때, 스웨덴 궁정에서는 중심이 되는 여성이 없었다. 루이즈의 시어머니였던 바덴의 빅토리아는 건강이 좋지 못해서 자주 외국에 나가있었으며, 구스타프 아돌프는 부인인 코넛 공녀 마거릿을 잃고 난 뒤었고, 구스타프 아돌프의 동생 빌헬름 왕자는 부인인 러시아의 마리야 표도로브나 여대공과 이혼한 상태였다. 결국 루이즈는 결혼과 동시에 왕실에서 가장 높은 지위의 여성으로 궁정을 이끌어야 했다. 다행히 루이즈는 다른 바텐베르크가 사람들처럼 언어에 소질이 있었고, 스웨덴어를 빨리 익힐수 있었고 여러 가지 사업에 나아가 연설을 하는 등의 활동을 했다.
1950년 루이즈의 시아버지인 구스타프 5세가 사망하자, 루이즈는 스웨덴의 왕비가 되었다. 하지만 소심했던 루이즈는 자신이 "폐하 (Your Mejesty)"라고 불리는 것에 익숙하지 않다고 이야기했다. 더 재미난 이야기가 조지 6세의 장례식때 있었다. 장례식에 참석한 루이즈앞으로 "스웨덴 왕비용 의전 차량"이 도착했다. 문제는 루이즈가 그 차량이 자신을 위한 차량이라고 생각하지 못했다는 이야기가 전해진다.
루이즈는 스웨덴에서 인기 있는 왕비가 되었다. 남편 구스타프 6세 아돌프와 마찬가지로 소탈한 성격이었으며 노부부는 자주 경호원 없이 단 둘이서 궁전 밖을 산책하고는 했다.
루이즈는 1965년 3월 7일 스톡홀름에서 사망했다.

## 참고 문헌
- Alice : Princess Andrew of Greece, Hugo Vickers (2001)

| 전임 바덴의 빅토리아 | 스웨덴 왕비 1950년 10월 29일~1965년 3월 7일 | 후임 실비아 좀멀라트 |